# 午安少女組δ
午安少女組δ（日語：アフタヌーン娘。）是2010年9月組成的組合。
成員全員是早安少女組。OG（畢業生）（之後的夢幻早安少女組。）構成，為代言廣告「ジョージア ご褒美ブレイク」而組成的限定團體。

## 成員
- 中澤裕子
- 飯田圭織
- 安倍夏美
- 保田圭
- 矢口真里
- 小川麻琴
- 藤本美貴

## CM歌曲
- 午安咖啡

這首曲是夢幻早安少女組。的專輯『夢幻。①』中收錄。

## 相關項目
- 夢幻早安少女組。

## 外部連結
- ジョージア・ご褒美ブレイク- ウェブサイト